# C'est dur d'être un homme : Tora-san entre en scène
Série C'est dur d'être un homme
C'est dur d'être un homme : L'Entremetteur
(1977) C'est dur d'être un homme : Elle court, elle court la rumeur
(1978)
Pour plus de détails, voir Fiche technique et Distribution.
C'est dur d'être un homme : Tora-san entre en scène (男はつらいよ 寅次郎わが道をゆく, Otoko wa tsurai yo: Torajirō wagamichi o yuku) est un film japonais réalisé par Yōji Yamada et sorti en 1978. C'est le 21e film de la série C'est dur d'être un homme.

## Fiche technique
- Titre : C'est dur d'être un homme : Tora-san entre en scène[1]
- Titre original : 男はつらいよ 寅次郎わが道をゆく (Otoko wa tsurai yo: Torajirō wagamichi o yuku?)
- Réalisation : Yōji Yamada
- Scénario : Yōji Yamada et Yoshitaka Asama
- Photographie : Tetsuo Takaha (ja)
- Montage : Iwao Ishii (ja)
- Musique : Naozumi Yamamoto
- Décors : Mitsuo Degawa
- Producteur : Kiyoshi Shimazu
- Société de production : Shōchiku
- Pays de production :  Japon
- Langue originale : japonais
- Format : couleur — 2,35:1 — 35 mm — son mono
- Genres : comédie dramatique ; romance
- Durée : 107 minutes[2] (métrage : huit bobines - 2 941 m[2])
- Dates de sortie :
  - Japon : 5 août 1978[2]

## Distribution
- Kiyoshi Atsumi : Torajirō Kuruma / Tora-san
- Chieko Baishō : Sakura Suwa, sa demi-sœur
- Masami Shimojō (ja) : Ryūzō Kuruma, son oncle
- Chieko Misaki (ja) : Tsune Kuruma, sa tante
- Gin Maeda (en) : Hiroshi Suwa, le mari de Sakura
- Hayato Nakamura : Mitsuo Suwa, le fils de Sakura et de Hiroshi
- Nana Kinomi : Nanako Kurenai
- Raita Ryū (ja) : Takashi Miyata
- Tetsuya Takeda (ja) : Tomekichi Goto
- Tokuko Sugiyama (ja) : la mère de Tomekichi
- Mari Okamoto (ja) : Haruko
- Hiroshi Inuzuka (ja) : le propriétaire de l'auberge
- Shunji Sayama (ja) : Bingoya
- Azusa Shinobu : Shinobu, une danseuse de la revue
- Hisao Dazai (ja) : Umetarō Katsura, le voisin imprimeur
- Gajirō Satō (ja) : Genko
- Chishū Ryū : Gozen-sama, le grand prêtre

## Distinctions
Yōji Yamada et Kiyoshi Atsumi sont nommés respectivement pour le prix du meilleur réalisateur et pour celui du meilleur acteur pour les deux films de la série C'est dur d'être un homme sortis en 1978, C'est dur d'être un homme : Tora-san entre en scène et C'est dur d'être un homme : Elle court, elle court la rumeur, lors des Japan Academy Prize de 1979.